# Engelomyia ajax
Engelomyia ajax är en tvåvingeart som först beskrevs av Charles Howard Curran 1947.  Engelomyia ajax ingår i släktet Engelomyia och familjen parasitflugor. Inga underarter finns listade i Catalogue of Life.